# Cindy Miles
Cindy Miles est une femme politique canadienne. Elle représente la circonscription de Hanwell-New Maryland à l'Assemblée législative du Nouveau-Brunswick depuis les élections provinciales de 2024. Elle est membre du caucus libéral.
Elle est ministre du Développement social et ministre responsable de la Société d’inclusion économique et sociale dans le gouvernement Holt.

## Biographie
Cindy Miles est titulaire d'un baccalauréat de l'Université St. Thomas avec une majeure en science politique et une mineure en science et technologie.